# Loubaresse (Cantal)
Loubaresse era una comuna francesa situada en el departamento de Cantal, de la región de Auvernia-Ródano-Alpes, que el 1 de enero de 2016 pasó a ser una comuna delegada de la comuna nueva de Val-d'Arcomie al fusionarse con las comunas de Faverolles, Saint-Just y Saint-Marc.

## Demografía
| Gráfica de evolución demográfica de Loubaresse (Cantal) entre 1901 y 2013 |
|                                                                           |

Los datos demográficos contemplados en este gráfico de la comuna de Loubaresse se han cogido de 1901 a 1999 de la página francesa EHESS/Cassini, y los demás datos de la página del INSEE.